# Ганжа Сергій Валентинович
Сергій Валентинович Ганжа (нар. 13 липня 1959, смт. Петрове, тепер Олександрійського району Кіровоградської області) — діяч СБУ, начальник Управління СБУ в Київській області, голова Державного комітету України з державного матеріального резерву, генерал-майор СБУ (до 26.02.2021)

## Біографія
У вересні 1976 — вересні 1977 року — слюсар колгоспу «Дружба» Петрівського району Кіровоградської області.
У вересні 1977 — січні 1980 року — служба в Радянській армії.
У лютому 1980 — серпні 1981 року — інструктор з роботи добровільних народних дружин виконавчого комітету Петрівської районної ради народних депутатів Кіровоградської області.
У серпні 1981 — липні 1985 року — студент Кіровоградського державного педагогічного інституту, вчитель історії і суспільствознавства.
У серпні 1985 — лютому 1986 року — вчитель історії, директор Водянської восьмирічної школи Кіровоградської області.
У лютому 1986 — жовтні 2008 року — в органах державної безпеки: Комітеті державної безпеки (КДБ) УРСР та Службі безпеки України (СБУ).
У 1995—1998 роках заочно навчався в Київському національному економічному університеті, економіст, «Фінанси і кредит».
Працював заступником начальника Управління СБУ в Дніпропетровській області.
9 серпня 2004 — травень 2005 року — начальник Управління СБУ в Київській області.
У серпні 2006 — грудні 2008 року — заступник Дніпропетровського міського голови.
17 грудня 2008 — 23 грудня 2009 року — голова Державного комітету України з державного матеріального резерву.
З травня 2009 року — голова політичної партії Всеукраїнський патріотичний союз.
У жовтні 2010 — листопаді 2012 року — помічник-консультант в апараті Верховної ради України.
У грудні 2012 — квітні 2013 року — Уповноважений Президента України з питань контролю за діяльністю Служби безпеки України.
У квітні 2013 — лютому 2014 року — начальник Департаменту захисту національної державності СБУ.
У лютому 2014 року втік до Російської Федерації. Станом на січень 2015 року перебував у розшуку за державну зраду.

## Нагороди та звання
- генерал-майор (до 26.02.2021)
- державний службовець 3-го ранґу (з серпня 2009 по 26.02.2021)

26 лютого 2021 року рішенням РНБО «Про застосування персональних спеціальних економічних та інших обмежувальних заходів (санкцій)» безстроково позбавлений державних нагород України, інших форм відзначення, військових звань, спеціальних звань, класних чинів.